# 伞铺乡
伞铺乡乃民间从长沙往南岳朝圣的徒步路线上以“铺”为名的地点之一。铺，即店铺之意。
伞铺卖伞为主，而得名。

## 历史
- 原属湘潭县，后建株洲县而划治，今属湖南株洲县。主为农业。
- 境内现存有空灵岸、空灵寺等古迹。

伞铺不是卖伞的店铺，原来是散步谐音而来。

## 地理
- 地理位置位于湘江下游西岸。
- 东临湘江，西靠湘潭,北接株洲县雷打石镇，株洲市天元区群丰镇，南毗株洲县王十万乡。

## 交通
- 京珠高速和京广深客运专线贯穿其境。又有107国道及湘江航运。